# Peixotoa
A Peixotoa a Malpighiales rendjébe és a malpighicserjefélék (Malpighiaceae) családjába tartozó nemzetség.

## Rendszerezés
A nemzetségbe az alábbi 29 faj tartozik:
- Peixotoa adenopoda C.E. Anderson
- Peixotoa anadenanthera C.E.Anderson
- Peixotoa andersonii C.E.Anderson
- Peixotoa axillaris C.E.Anderson
- Peixotoa bahiana C.E. Anderson
- Peixotoa barnebyi C.E.Anderson
- Peixotoa catarinensis C.E.Anderson
- Peixotoa cipoana C.E.Anderson
- Peixotoa cordistipula A. Juss.
- Peixotoa floribunda C.E. Anderson
- Peixotoa gardneri C.E.Anderson
- Peixotoa glabra A. Juss. - típusfaj
- Peixotoa goiana C.E. Anderson
- Peixotoa hatschbachii C.E. Anderson
- Peixotoa hirta Mart.
- Peixotoa hispidula A.Juss.
- Peixotoa irwinii C.E.Anderson
- Peixotoa jussieuana Mart. ex A. Juss.
- Peixotoa leptoclada A. Juss.
- Peixotoa magnifica C.E. Anderson
- Peixotoa megalantha C.E.Anderson
- Peixotoa octoflora C.E.Anderson
- Peixotoa paludosa Turcz.
- Peixotoa parviflora A. Juss.
- Peixotoa psilophylla C.E. Anderson
- Peixotoa reticulata Griseb.
- Peixotoa sericea C.E. Anderson
- Peixotoa spinensis C.E. Anderson
- Peixotoa tomentosa A. Juss.